# 小行星6088
小行星6088（6088 Hoshigakubo）是一颗围绕太阳公转的小行星。1988年10月18日，關勉在藝西天文台发现了此天体。
該小行星以日本高知縣的星窪命名，傳說古時曾有隕石墜落於此地。
这颗小行星的绝对星等为334.7414301266515等。